# 相賀昌宏
相賀 昌宏（おうが[おおが] まさひろ、1951年3月20日 - ）は、日本の実業家、出版事業家。小学館第3代社長、一ツ橋綜合財団理事長。東京都出身。

## 来歴・人物
小学館の第2代社長である相賀徹夫の長男として東京に生まれる。祖父は小学館創業者の相賀武夫。
成蹊中学校・高等学校を経て、1973年成蹊大学法学部を卒業、1976年中央大学大学院文学研究科社会学専攻修士課程修了。学位は社会学修士。
1976年 日本郵趣出版入社、月刊誌「郵趣」などの編集に従事する。
1982年 小学館入社、取締役。
1984年 小学館　常務取締役。
1989年 教育編集部本部長、第一編集部本部長などを経て小学館　専務取締役。
1992年 小学館 代表取締役。
1996年 日本書籍出版協会副理事長、1998年日本雑誌協会副理事長、2010年5月日本書籍出版協会理事長に就任する。
2022年 小学館 取締役会長。
現代洋子の漫画『おごってジャンケン隊』では連載初期にゲストとして登場したのを皮切りに（単行本第1巻に収録）、たびたび作中に登場している。作中の描写によれば、同作品の担当編集者である八巻和弘と冗談を飛ばしあうなど、かなりひょうきんな性格のようである。